# 孙珏
孙珏（？—？），山东临清人，清朝政治人物。进士出身。
乾隆六十年（1795年），登進士。于嘉慶八年（1803年）接替吴桓任娄县知县一职，1809年由仇晋接任。